# Kis Lap
A Kis Lap egy képes gyermekújság volt Magyarországon a 19. század végén. Szerkesztette 1871. április 1-je óta "Forgó bácsi" (dr. Ágai Adolf); kiadta és nyomtatta előbb a Deutsch-féle könyvnyomda, majd 1875 óta az Athenaeum Budapesten. Megjelent hetenként 8-rét egy íven, képekkel a szövegben.

## Lásd még
- Magyar hírlapok a 19. században